# Sukhteh Kuh
Sukhteh Kuh (em persa: سوخته كوه, romanizada como Sūkhteh Kūh e Sookhteh Kooh) é uma aldeia do distrito rural de Dehshal, situada no distrito central de Astaneh-ye Ashrafiyeh, na província de Gilan, no Irã. No censo de 2006, sua população era de 459, em 135 famílias.